# Bioscypha pteridicola
Bioscypha pteridicola är en svampart som beskrevs av Samuels & Rogerson 1990. Bioscypha pteridicola ingår i släktet Bioscypha och familjen Helotiaceae.   Inga underarter finns listade i Catalogue of Life.